# 蓋婁王

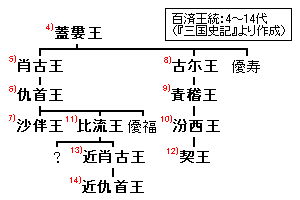
三国史记中的百济世系

蓋婁王(？—166年)，百濟第四代王，公元128~166年在位，是第三代王多婁王之子。
據《三國史記》記載，公元165年，新羅的阿飡(新羅十七等官階中的第六等)吉宣圖謀叛變，事跡敗露後逃亡至百濟，得到蓋婁王的庇護，拒不送還新羅，兩國從此失和，新羅王(即阿達羅尼師今)怒而發兵討百濟，但久戰不下，糧食耗盡，無功而返。除此之外，蓋婁王在位期間並無其他戰爭記錄。
《三國史記》稱蓋婁王“性恭順有操行”，但批評他收留別國叛賊的舉動是為“不明”。
另外，蓋婁王曾於即位初期修築北漢山城。